# ۶۴ استودیو
۶۴ استودیو یک توزیع گنو/لینوکس مبتنی بر دبیان است. هدف این توزیع داشتن یک سیستم‌عامل برای ضبط و ویرایش صدا و تصویر و همچنین کارهایی از این قبیل است.